# Корде
Корде (фр. Cordey) насеље је и општина у северној Француској у региону Доња Нормандија, у департману Калвадос која припада префектури Кан.
По подацима из 2011. године у општини је живело 143 становника, а густина насељености је износила 31,64 становника/km². Општина се простире на површини од 4,52 km². Налази се на средњој надморској висини од 183 метара (максималној 229 m, а минималној 142 m).

## Демографија
| 1962. | 1968. | 1975. | 1982. | 1990. | 1999. | 2011. |
| ----- | ----- | ----- | ----- | ----- | ----- | ----- |
| 119   | 127   | 111   | 128   | 147   | 159   | 143   |

График промене броја становника у току последњих година